# 小行星1356
小行星1356（1356 Nyanza）是一颗围绕太阳公转的小行星。1935年5月3日，西里爾·傑克遜在约翰内斯堡发现了此天体。
該小行星以肯亞尼揚扎省命名。
这颗小行星的绝对星等为300.37700等。